# Liste des aéroports en Azerbaïdjan
Cette liste recense les aéroports en Azerbaïdjan, classés par ville.

## Carte
| \| 20 km1:1 845 000 \| Lankaran Zaqatala Gandja Nakhitchevan‎ Qabala Bakou-Heydar-Aliyev |
| 20 km1:1 845 000                                                                        |

## Liste
Les aéroports en gras indiquent une activité aérienne commerciale régulière.
| Ville                | OACI | DAFIF | AITA | Aéroport                                      | Coordonnées géographiques        |
| -------------------- | ---- | ----- | ---- | --------------------------------------------- | -------------------------------- |
| Aéroports publics    |      |       |      |                                               |                                  |
| Agstafa              | UBBA | UB17  |      | Aéroport de l'Agstafa                         | 41° 07′ 24″ N, 45° 25′ 17″ E     |
| Bakou                | UBBB |       | GYD  | Aéroport international Heydar Aliyev de Bakou | 40° 28′ 03″ N, 50° 02′ 48″ E     |
| Bakou                | UBTT |       | ZXT  | Aéroport de Zabrat                            | 40° 29′ 42,4″ N, 49° 58′ 37,1″ E |
| Balaken              | UB0G | UB16  |      | Aéroport de Balaken                           | 41° 45′ 12″ N, 46° 21′ 19″ E     |
| Qabala               | UBBQ |       | GBB  | Aéroport de Qabala                            | 40° 49′ 36″ N, 47° 42′ 45″ E     |
| Gandja               | UBBG |       | GNJ  | Aéroport international de Gandja              | 40° 44′ 15″ N, 46° 19′ 03″ E     |
| Lankaran             | UBBL | UB10  | LLK  | Aéroport international de Lankaran            | 38° 44′ 47″ N, 48° 49′ 04″ E     |
| Nakhitchevan         | UBBN | UB15  | NAJ  | Aéroport de Nakhitchevan (public/militaire)   | 39° 11′ 19″ N, 45° 27′ 30″ E     |
| Stepanakert          | UBBS | UB13  |      | Aéroport de Hankendi (Stepanakert) (public)1  | 39° 54′ 05″ N, 46° 47′ 13″ E     |
| Yevlax               | UBEE |       | YLV  | Aéroport de Yevlakh                           | 40° 37′ 57″ N, 47° 08′ 28″ E     |
| Zaqatala             | UBBY |       | ZTU  | Aéroport de Zaqatala                          | 41° 33′ 44″ N, 46° 40′ 02″ E     |
| Aéroports militaires |      |       |      |                                               |                                  |
| Qala, Bakou          |      |       |      | Aéroport militaire de Bakou Kala              | 40° 24′ 23″ N, 50° 12′ 00″ E     |
| Deller/Zeyem         |      | UB11  |      | Aéroport militaire de Deller                  | 40° 53′ 15″ N, 45° 57′ 25″ E     |
| Kurdemir             |      | UB14  |      | Aéroport militaire de Kurdemir                | 40° 16′ 24″ N, 48° 09′ 48″ E     |
| Nasosnaya, Soumgaït  |      | UB12  |      | Aéroport militaire de Nasosnaya               | 40° 35′ 29″ N, 49° 33′ 26″ E     |